# Cuno Affolter
Cuno Affolter (* 12. Mai 1958 in Trimbach) ist ein Schweizer Journalist und Comic-Experte.
Seit 1982 hält er Vorträge, ist Jury-Mitglied und beteiligt sich an Ausstellungen im In- und Ausland zum Thema Comics. Dazu verfasste er viele Zeitungsartikel und Buchpublikationen in deutscher, französischer und englischer Sprache. Seit 1990 ist er Konservator der zweitgrössten Comic-Sammlung Europas an der Bibliothèque Municipale de Lausanne.
In den 1980er Jahren war er neben seiner Tätigkeit als «Cuno Comix» für den Jugendradiosender DRS3 in der Oltner Rockband «The Other Side» als Sänger engagiert.
Seit vielen Jahren ist er Autor für die Comixene.
Cuno Affolter lebt in Lausanne.

## Publikationen
- Mit Pikasso macht man Kasso. Verlag Edition Moderne, Zürich 1990, ISBN 3-907010-50-7